# Kanton Tourcoing-Nord

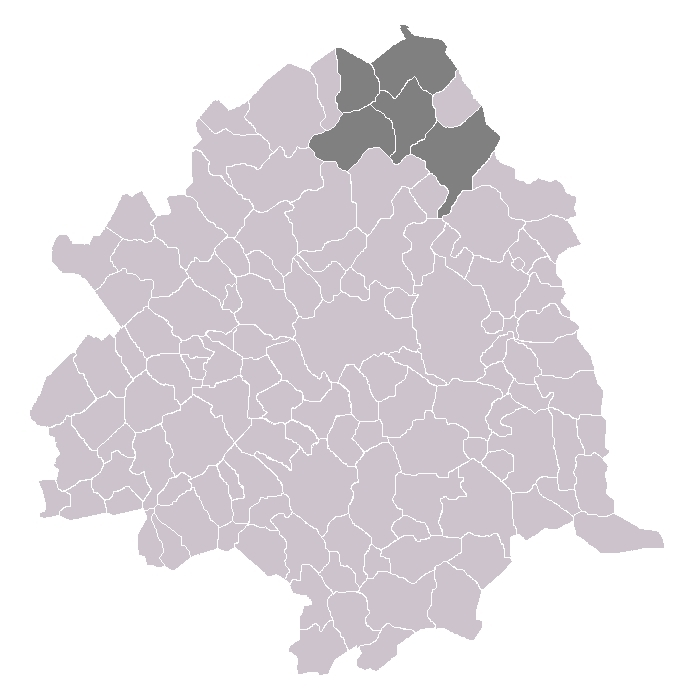
Kanton Tourcoing-Nord

Der Kanton Tourcoing-Nord war bis 2015 ein französischer Kanton im Arrondissement Lille, im Département Nord und in der Region Nord-Pas-de-Calais. Sein Hauptort war Tourcoing. Vertreterin im Generalrat des Departements war zuletzt von 2004 bis 2015 Marie Deroo (PS).

## Gemeinden
Der Kanton bestand aus einem Teil der Stadt Tourcoing (angegeben ist hier die Gesamteinwohnerzahl; im Kanton lebten etwa 16.000 Einwohner) und weiteren vier Gemeinden:
| Gemeinde   | Einwohner Jahr | Fläche km² | Bevölkerungsdichte | Code INSEE | Postleitzahl |
| ---------- | -------------- | ---------- | ------------------ | ---------- | ------------ |
| Bousbecque | 4.773 (2013)   | 6,44       | 741 Einw./km²      | 59098      | 59166        |
| Halluin    | 20.915 (2013)  | 12,56      | 1665 Einw./km²     | 59279      | 59250        |
| Linselles  | 8.192 (2013)   | 11,71      | 700 Einw./km²      | 59352      | 59126        |
| Roncq      | 13.524 (2013)  | 10,59      | 1277 Einw./km²     | 59508      | 59223        |
| Tourcoing  | 93.974 (2013)  | –          | – Einw./km²        | 59599      | 59200        |